# Jean Painlevé
Pour les articles homonymes, voir Painlevé.
Jean Painlevé est un réalisateur et biologiste français, né le 20 novembre 1902 dans le 7e arrondissement de Paris et mort le 2 juillet 1989 à Neuilly-sur-Seine (Hauts-de-Seine). Son père, Paul Painlevé, mathématicien, fut à trois reprises président du Conseil.

## Biographie
Jean Painlevé, cinéaste et biologiste spécialisé dans la faune sous-marine, s'est notamment distingué par ses documentaires scientifiques. Il est à juste titre considéré comme l'un des pères fondateurs du cinéma scientifique.
D'abord méprisé par le monde scientifique, qui juge indigne et peu sérieux le cinéma en tant qu'outil d'observation scientifique, il est bientôt remarqué par les surréalistes et notamment par André Breton, qui admire la vision plastique et évocatrice de ses films.
De sa rencontre avec Jean Vigo naît une réelle amitié et une collaboration artistique en tant que scénariste. Jean Painlevé a également été l'ami de Man Ray, Fernand Léger ainsi que d'Alexander Calder, dont il filme les mobiles.
Résistant pendant la Seconde Guerre mondiale, investi dans la lutte antifasciste, il réalise Le Vampire comme parabole de l'histoire européenne de son temps, stigmatisant ainsi l'esprit de prédation. Après la Seconde Guerre mondiale, il participe à la création de l'Union mondiale des documentaristes.
Il s'oppose à la création du Festival de Cannes et à son cortège de récompenses, pour lui lieu symbolique des petits arrangements et luttes de chapelles.
Son œuvre se caractérise par le souci de l'exactitude descriptive de ses sujets et par le désir profond de partager l'émotion et l'émerveillement face au « mystère » de la nature que ses films contribuent à dévoiler.
Sympathisant communiste, il est nommé au poste de directeur général de la cinématographie en septembre 1944. Jean Painlevé est l'un des fondateurs de l'Institut de cinématographie scientifique et de la Commission supérieure technique de l'image et du son. À son initiative est également fondée la Fédération française des ciné-clubs.
À partir de 1972, il enseigne les techniques du cinéma à l'Université Paris 8 (Vincennes).
Sa compagne Geneviève Hamon (1905-1987), avec laquelle il travaille, a fabriqué de nombreux bijoux adaptés de leurs films, tels que des broches et des colliers à motifs d'animaux marins.

## Le Vampire
Le film Le Vampire, court métrage en noir et blanc de moins de neuf minutes, tourné en 9,5 millimètres, artistique de par ses prises de vue, expérimental, car genre nouveau et scientifique à la fois, est un documentaire montrant la technique utilisée par le vampire (la chauve-souris), pour se nourrir. On le voit d'abord marcher à quatre pattes pour s'approcher de sa proie, un petit rongeur, puis lui lécher le nez lui transmettant ainsi un anesthésiant, puis le mordre à la joue pour en boire le sang en le lapant.

## Filmographie

### Réalisateur
- 1927 : Mathusalem
- 1928 : La Pieuvre
- 1929 : Les Oursins
- 1929 : Œufs d'épinoche
- 1929 : Hyas et stenorinques
- 1929 : La Daphnie
- 1930 : Crevettes
- 1930 : Caprelles et Pantopodes
- 1930 : Traitement expérimental d'une hémorragie chez le chien
- 1930 : Les Crabes
- 1930 : Bernard-l'hermite
- 1931 : Ruptures de fibres
- 1932 : Électrophorèse de nitrate d'argent
- 1934 : L'hippocampe, ou 'Cheval marin'
- 1935 : Corèthre
- 1936 : Microscopie à bord d'un bateau de pêche
- 1936 : Barbe-Bleue
- 1937 : Voyage dans le ciel
- 1937 : Similitudes des longueurs et des vitesses
- 1937 : Images mathématiques de la lutte pour la survie
- 1937 : La quatrième dimension
- 1939 : Solutions françaises
- 1945 : Le Vampire
- 1946 : Jeux d'enfants
- 1947 : L'Œuvre scientifique de Pasteur
- 1947 : Notre planète la Terre
- 1947 : Assassins d'eau douce
- 1948 : Écriture de la danse
- 1948 : La Chirurgie correctrice
- 1955 : Le Grand Cirque Calder 1927
- 1958 : Les Oursins
- 1958 : L'Astérie
- 1958 : Les Alpes
- 1960 : Les Danseuses de mer
- 1960 : Comment naissent les méduses
- 1964 : Histoires de crevettes
- 1967 : Les amours de la pieuvre
- 1968 : Diatomées, co-réalisé avec Geneviève Hamon, musique de Pierre Angles et Roger Lersy
- 1972 : Limailles
- 1972 : Acéra ou Le bal des sorcières
- 1978 : Transition de phase dans les cristaux liquides
- 1982 : Les pigeons du square

### Assistant réalisateur
- 1926 : L'Inconnue des six jours [5] de René Sti

### Scénariste
- 1934 : L'Hippocampe

### Acteur
- 1926 : L'Inconnue des six jours [5] de René Sti : Jean Dubois

### Voix off
- 1949 : Le Sang des bêtes de George Franju

## Exposition
- Jean Painlevé, IKON Gallery, Birmingham, United Kingdom, 2017[6]
- Jean Painlevé, les pieds dans l'eau, Jeu de paume, Paris, 2022[7]

## Publication
(Ouvrage collectif)
- Hervé Bazin, Marc Beigbeder, Jean-Marie Domenach, Francis Jeanson, Michel Leiris, Jacques Madaule, Marcel Mer, Jean Painlevé, Roger Pinto, Jacques Prévert, Roland de Pury, J.H. Roy, Vercors et Louis de Villefosse (préf. Jean-Paul Sartre), L'Affaire Henri Martin : Commentaire de Jean-Paul Sartre (Collectif), Paris, Gallimard, coll. « nrf / Hors série Connaissance », 29 octobre 1953, 296 p. (ISBN 2-07-024836-4, présentation en ligne).

### Documentaires
- Jean Painlevé au fil de ses films, 1988, 104 minutes (8 fois 26 minutes) conception Hélène Hazera, réalisation Denis Derrien, production : GMT productions[8],[9].
- Jean Painlevé, fantaisie pour biologie marine, 2005, 52 minutes, auteur réalisateur François Lévy-Kuentz, production : Les documents cinématographiques[10]